# مجموعة الزبرجد الزيتوني

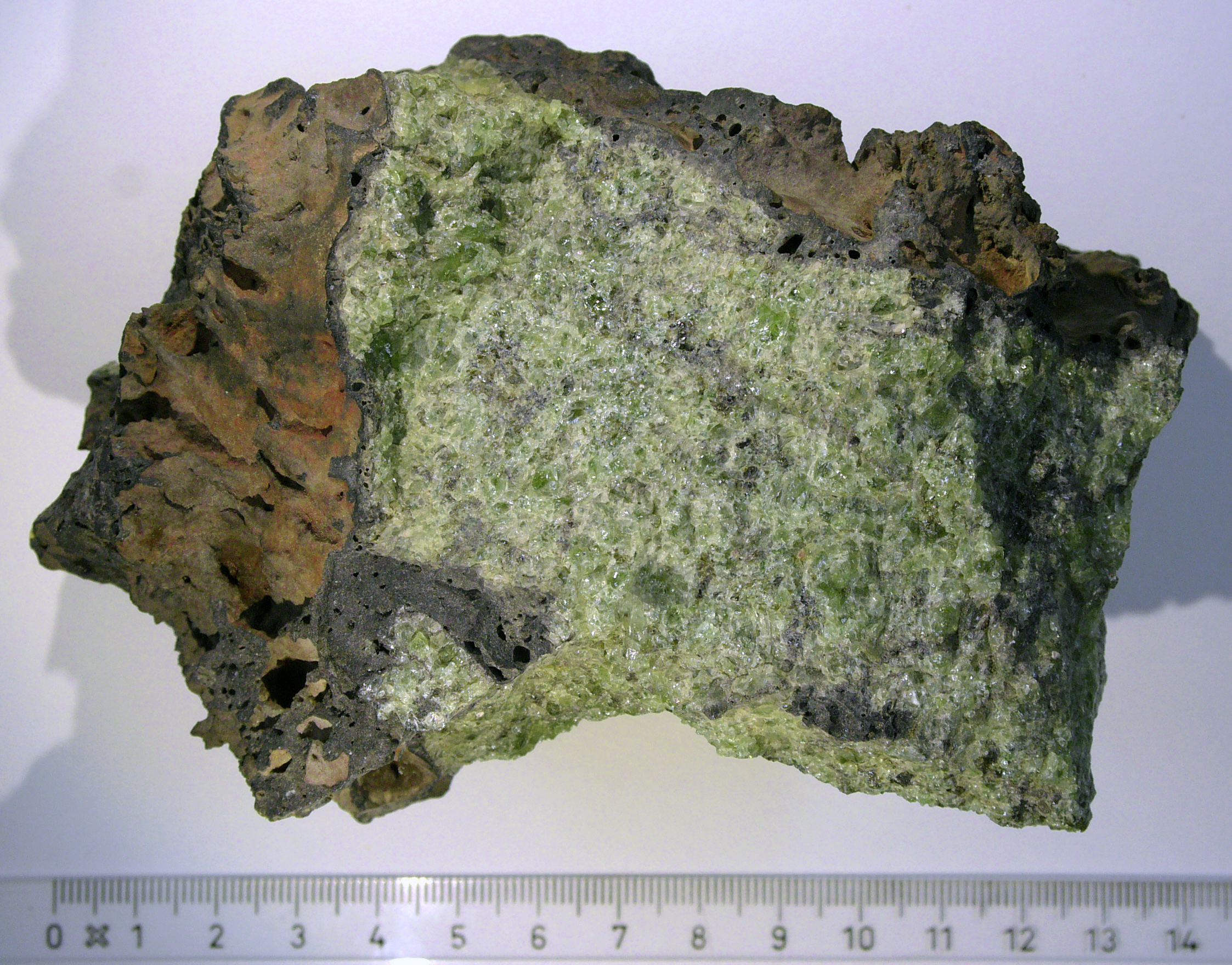

يشار إلى مجموعة من المعادن ذات التركيبة المماثلة من فئة المعادن من " السيليكات والجرمانات " بمجموعة الأوليفين Olivine group (أو الزبرجد الزيتوني ). بحكم التعريف ، تنتمي سيليكات الجزر البحرية ذات التركيبة العامة A 2 2+ [SiO 4 ] إلى هذه المجموعة ، حيث تمثل A كعنصر نائب للعناصر الكيميائية مثل الرصاص والكالسيوم والكوبالت والحديد والمغنيسيوم والمنغنيز والنيكل .
تتبلور جميع أنواع الزبرجد الزيتوني في النظام البلوري orthorhmbic (الاستثناء الوحيد هو Laihunit ) وتطور في الغالب بلورات شفافة إلى شفافة بشكل موشوري وبريق زجاجي قوي على الأسطح. عادة ما يختلف اللون بين الأخضر الفاتح والداكن ، ولكن يمكن أيضًا أن يتحول من الأصفر إلى البني إلى الأسود. ومع ذلك ، يترك الزبرجد الزيتوني دائمًا خطًا أبيض على الرسم البياني الخطي .

## أصل الكلمة والتاريخ
يأتي اختصار olivine من اللاتينية oliva لكلمة زيتون . اختار أبراهام جوتلوب ويرنر هذا الاسم في عام 1790 بسبب اللون الأخضر الغالب لهذه المجموعة المعدنية.
تستخدم مجموعة الأحجار الكريمة الزبرجد منذ القرن الخامس عشر. القرن ما قبل الميلاد من محاجر في جزيرة زبيرجيت (زبرجد) بالبحر الأحمر . أصبح معروفًا في أوروبا بشكل رئيسي من خلال الحروب الصليبية . وفي عام 1772 فقط تم التعرف على الزبرجد الزيتوني الطبيعي كمعادن مستقلة - في نيازك من عديدة .

## التصنيف
بالفعل في الطبعة الثامنة ، والتي عفا عليها الزمن منذ عام 1977. تنتمي نسخة تصنيف المعادن وفقًا لـ شترونز إلى مجموعة الزبرجد الزيتوني (هنا: سلسلة الزبرجد الزيتوني ) مع النظام VIII/A.03 لسيليكات الجزر ومن ضمنها الفياليت (أيضًا هورتونولايت ) ، والفورستريت ، والزبرجد الزيتوني ، والتيفرويت ، والتي كانت لا تزال تعتبر معادن في ذلك الوقت ، والأصناف التي فقدت مصداقيتها الآن من سلسلة الفياليت - تيفرويت Gaglite و Iron Gaglite .
في دليل معادن اللازورد وفقًا لستيفان فايس ، والذي لا يزال يعتمد على هذا الشكل القديم من نظام كارل هوغو سترونز بعيدًا عن جامعي الاحجار والمجموعات المؤسسية ، تلقت مجموعة الأوليفين (أيضًا مجموعة الزبرجد الزيتوني ) النظام رقم. VIII / A.04 . في "تصنيف اللازورد" ، يتوافق هذا أيضًا مع قسم "سيليكات الجزيرة مع مجموعات [SiO 4 ]" ، حيث تتكون المجموعة من أعضاء فياليت وفورسفريت وغيرها (اعتبارًا من 2018).
أيضا تلك الطبعة من الاتحاد الدولي للمعادن IMA في الطبعة 9 لعام 2001 ، طبعة من تصنيف Strunz'sche المعدنية تصنف مجموعة الزبرجد الزيتوني في قسم "سيليكات الجزيرة (nesosilicates)". ومع ذلك ، يتم تقسيم هذا أيضًا وفقًا للوجود المحتمل للأنيونات الأخرى وتنسيق الكاتيونات المعنية ، بحيث لا تكون مجموعة الأوليفين مع النظام. 9. AC.05 وفقًا لتكوين الأعضاء فياليت و فوليستريت و glaukochroite في التقسيم الفرعي "سيليكات الجزيرة بدون أنيون إضافي ؛ الكاتيونات في تنسيق بلوري ثماني السطوح [6].
تصنيف المعادن وفقًا لـ Dana ، والذي يستخدم بشكل أساسي في البلدان الناطقة باللغة الإنجليزية ، يخصص أيضًا مجموعة الزبرجد الزيتوني لقسم "معادن سيليكات الجزيرة". هنا حصلت على رقم النظام. 51.03.01 ، يتكون من أعضاء أوليفين ، فاياليت ، فورستريت ، ديرينبرجيت ، تيفرويت ولايهونيت ويمكن العثور عليها ضمن التقسيم الفرعي " سيليكات الجزيرة: مجموعات SiO <sub id="mwVQ">4</sub> مع جميع الكاتيونات فقط في تنسيق ثماني السطوح ".

## الهيكل البلوري

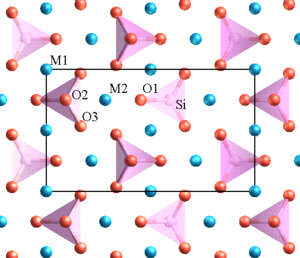
التركيب البلوري للأوليفين ألفا
المحور a = أفقي
المحور b = عمودي
المحور c = يشير إلى الناظر (عموددي على الصفحة)
M = أيونات المعادن (Mg أو Fe).

يشبه الهيكل البلوري للزبرجد الزيتوني هيكل الحشوة سداسية الشكل ، حيث تمثل ذرات الأكسجين مستويات التعبئة. يملأ السيليكون الفجوات الرباعية السطوح الناتجة ، بينما يملأ المغنيسيوم والحديد فجوات المجسم المخمس .
في السطح العلوي تخضع الأوليفينات لتحولات طورية على مرحلتين بسبب زيادة الضغط ودرجة الحرارة . عند حوالي 410 عمق كم يتشكل wadsleyite ("الإسبنيل المعدل" ، المعروف أيضًا باسم β-olivine) للضغط العالي ومن عمق حوالي 520 كم يتحول إلى رينغوودايت ("الإسبنيل" ، يشار إليه أيضًا باسم γ-olivine). بالإضافة إلى هذه الأشكال المتعددة المستقرة ، هناك أيضًا شكل غير مستقر ، poirierite ( طور ε * ) ، والذي هو هيكليًا بين α-olivine و wadsleyite و ringwoodite. تم اكتشافه في شكل صفائح مجهرية في حبيبات الرينغوودايت في النيازك المتحوّلة الصدمية .
يشير مصطلح "الإسبنيل" Spinell هنا فقط إلى التركيب البلوري ولا يجب الخلط بينه وبين الإسبنيل المعدني الفعلي. عند الحدود بين السطح العلوي والسفلي على عمق 660 كم ، يتحلل الرينغووديت أخيرًا إلى بريدجمانيت (Mg ، Fe) SiO 3 (هيكل بيروفسكايت ) و (Mg,Fe)O. على وجه الخصوص ، ترتبط حدود الطور عند 410 و 660 كم بانقطاعات زلزالية بارزة ، حيث تنعكس موجات الزلزال أو تنكسر ، وبالتالي تحدد منطقة انتقال الطبقات .

## المعادن والأصناف الفردية
بالمعنى الضيق ، يُنظر إلى الزبرجد الزيتوني بشكل أساسي على أنه بلورة مختلطة من سلسلة الفورستريت والفياليت ، ولكن هذه المعادن تشكل أيضًا بلورات مختلطة مع التيفرويت ، بحيث تتكون سلسلة الأوليفين فعليًا من ثلاثة أعضاء نهائية:
- الفياليت المحتوي على الحديد الأكثر كثافة Fe2[SiO4] ( الكتلة الجزيئية 203.78 ؛ نقطة الانصهار 1490 كلفن )
- فورستريت المحتوي على المغنيسيوم Mg 2 SiO 4 (الكتلة الجزيئية 140.71 ؛ نقطة الانصهار 2163 K)
- تيفرويت المحتوي على المنغنيز Mn 2 SiO 4

الأعضاء الوسيطة المسماة هي هيالوسيديريت وهورتونوليث ، لكنها ليست معادن مستقلة. إن بلورات الزبرجد الزيتية الشفافة والكبيرة هي أحجار كريمة ثمينة ويشار إليها بالزبرجد أو الكريسوليت.

## تكوينه ومناطق وجوده
يعتبر الأوليفين من أكثر المعادن شيوعًا في تشكيل الصخور والسيليكات. إنها تشكل المكون الرئيسي للغطاء العلوي ، حيث تبلغ نسب المغنيسيوم إلى الحديد للزبرجد الزيتوني حوالي 9: 1 ، وتوجد في الصخور النارية الأساسية والمتطفلة للغاية مثل الجابرو والبريدوتيت ، ولكن أيضًا في الصخور البركانية مثل البازلت . الدونيت هو صخرة تدخلية تتكون بالكامل تقريبًا من الزبرجد الزيتوني حيث تم العثور على بلورات فورستريت يصل حجمها إلى 15 سم.
ينتج تحول الزبرجد الزيتوني إلى شكل فورستريت من الحجر الجيري الغني بالدولوميت ؛ على العكس من ذلك ، يتشكل الزبرجد الزيتوني نتيجة لعمليات التجوية والتلامس مع المحاليل الحرارية المائية الغنية بالمعادن (التعرق). يؤدي تآكل الحمم البازلتية إلى تكوين رمال أوليفين خضراء داكنة في بعض الأماكن. كما يوجد الزبرجد الزيتوني أيضًا في مجموعة من النيازك الصخرية والحديدية ، والبلاسيت ومعظم الكوندريت ، بالإضافة إلى بعض النيازك الصخرية مثل اليوريليت . يتم تضمين بلورات الزبرجد الزيتوني في مصفوفة من النيكل والحديد .
في أوائل مارس 2007 ، تم الإبلاغ عن وجود ثقب غير عادي في قشرة الأرض في منطقة 15-Twenty Fracture Zone (FTFZ) في منتصف المحيط الأطلسي ريدج ، في منتصف الطريق بين باربادوس وتينيريفي ، تم اكتشاف ثقب غير عادي في القشرة الأرضية ، يمكن للمرء من خلاله الوصول مباشرة إلى صخرة للطبقة الارضية العليا تحت المياه الزبرجد الزبرجد الأخضر المتلألئ.
في أبريل 2011 ، أبلغ فريق بحث أمريكي عن اكتشاف بلورات الزبرجد الزيتوني ( فورستريت ) في السحابة الأولية للنجم الأولي HOPS-68 باستخدام تلسكوب سبيتزر الفضائي . يفترض العلماء أن المادة غير المتبلورة في البداية يتم تلطيفها بالقرب من النجم الأولي وتتبلور في العملية قبل أن يتم نقلها إلى المنطقة الخارجية الأكثر برودة لقشرة الغبار عن طريق عمليات النقل. باستخدام طرق التحليل الطيفي بالأشعة تحت الحمراء ، تم اكتشاف الزبرجد الزيتوني أيضًا في العديد من التكوينات الكونية الأخرى: في العديد من المذنبات ، وفي اغلفة غبارية للنجوم العملاقة الحمراء النابضة ، وكذلك في السدم الكوكبية وفي أقراص الكواكب الأولية.

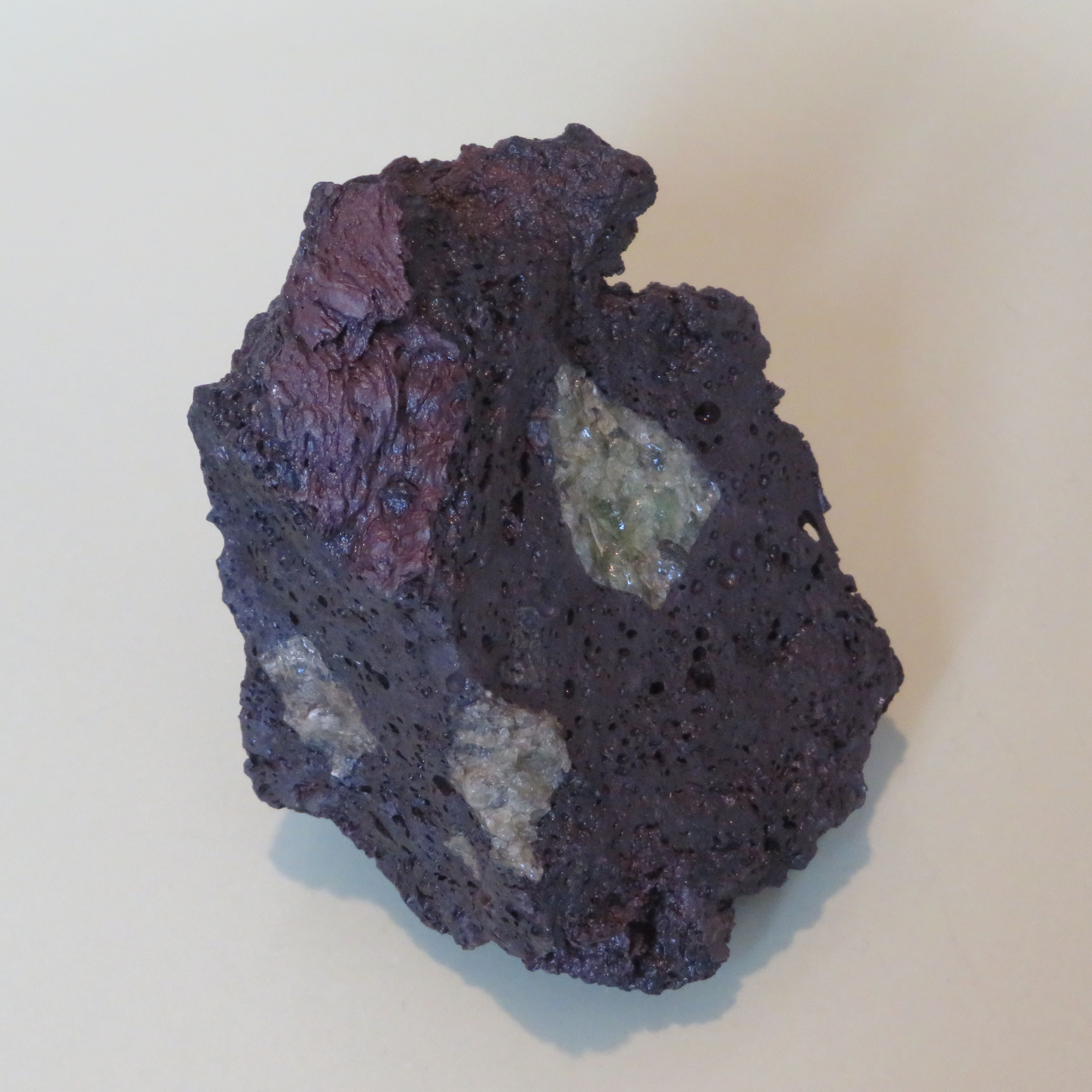
Lava mit Olivin, Azoren
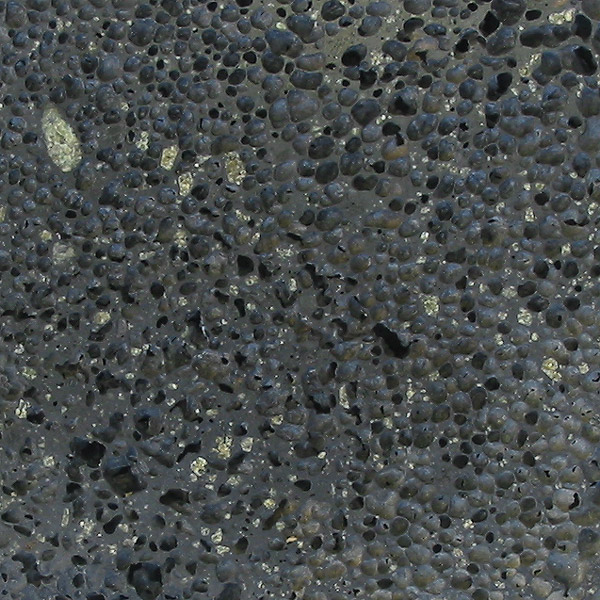
Olivinbasalt, vergrößert
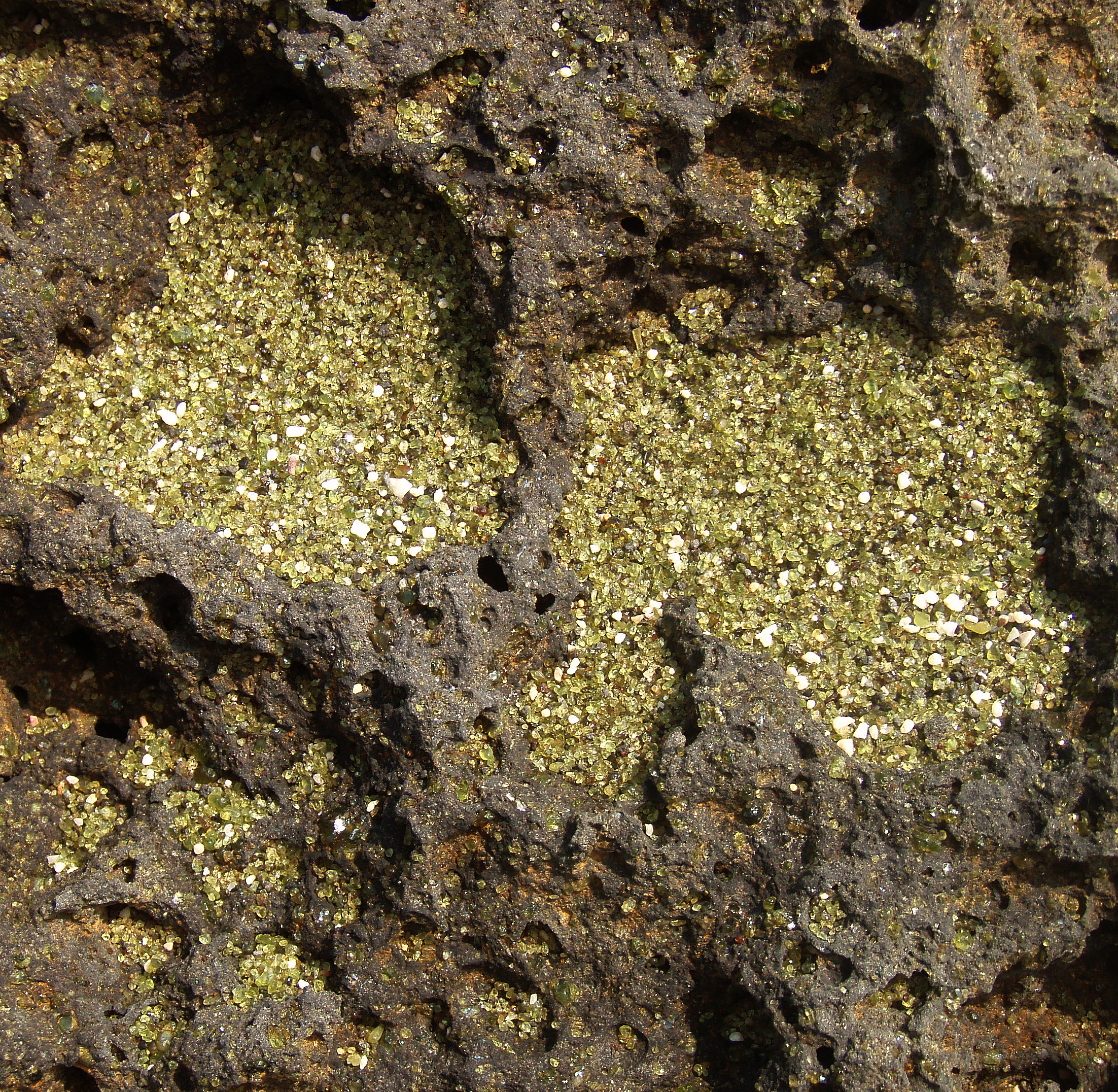
Grüner Olivinsand auf Hawaii
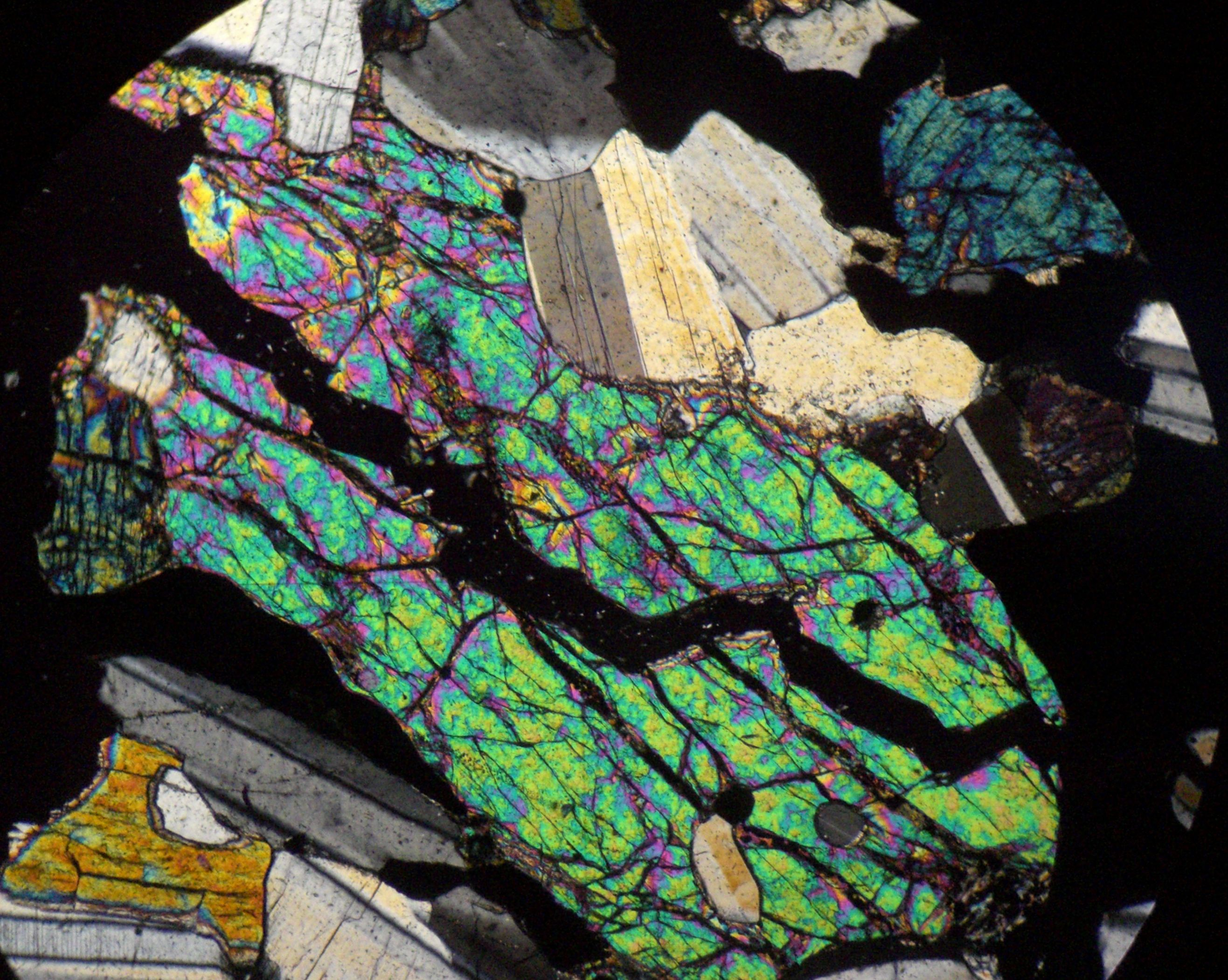
Olivin-Korn in einer mikroskopischen Dünnschliff-aufnahme

## الاستخدامات

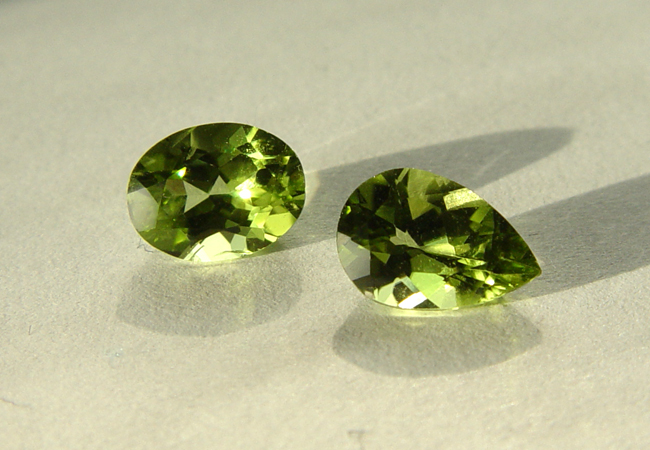
الزبرجد ، 1.49 قيراط و 1.36 قيراط ، الصين

يستخدم الزبرجد ، المعروف أيضًا باسم الكريسوليت ، كأحجار كريمة .
يستخدم الزبرجد الزيتوني الشائع في تصنيع الزجاج المقاوم للحرارة والمواد المقاومة للحرارة ، وكذلك في تصنيع حبيبات خام الحديد كعامل لتشكيل خبث تصنيع الفولاز . يستخدم رمل الزبرجد الزيتوني كرمل صب في مسابك المعادن وكمادة كاشطة . كما أنها تعمل كعامل مساعد في عمليات تغويز الأخشاب Holzvergasungsprozessen ، على سبيل المثال في المصنع التجريبي في Güssing ، بالنمسا. بالإضافة إلى ذلك ، يعتبر الزبرجد الزيتوني مناسبًا كمخزن حراري ، على سبيل المثال في سخانات التخزين الليلية ، كما أنه جيد جدً ا كحجر تبخير الماء في الساونا .

## أنظر أيضا
- منهجية المعادن
- قائمة المعادن
- جرمانيت

1. ↑  مذكور في: rruff. الناشر: الجمعية الدولية للمعادن.